# Andrea De Santis
Andrea De Santis (* 1964 in Rom) ist ein italienischer Philosoph.

## Leben
Das Studium der katholischen Theologie an der Hochschule S. Anselmo in Rom 1988 schloss er mit der Promotion (Laurea) in Philosophie (Ästhetik) an der Universität Tor Vergata 1994 und der Habilitation (Dottorato di Ricerca) in Philosophie ebendort 1999 ab. Von 1988 bis 2000 war er Religionslehrer an einem staatlichen Gymnasium in Rom. Seit 1996 lehrt er als Gastprofessor an der Philosophischen Fakultät der Hochschule S. Anselmo in Rom, wo er dort seit 2000 Inhaber des Lehrstuhls für Philosophie ist (Straordinarius seit 2004, Ordinarius seit 2014).
Seine Forschungsschwerpunkte sind Phänomen und das Ereignis des Sehens als ästhetischer, philosophischer und mystischer Akt, der Statut des Bildes als Vermittlung zwischen Auge und Welt und das Wechselspiel zwischen Erscheinung und Wahrnehmung.

## Schriften (Auswahl)
- Metamorfosi dello sguardo. Il vedere fra mistica, filosofia ed arte. Rom 1996, OCLC 797854832.
- Dalla dialettica al kairós. L’ontologia dell’evidenza in Heinrich Rombach. Rom 2002, ISBN 88-8139-095-7.
- Denkbilder. Zum Wechselspiel zwischen Erscheinung und Wahrnehmung. Paderborn 2013, ISBN 3-506-77746-7.